# Simon Poh Hoon Seng
Simon Poh Hoon Seng (Sri Aman, 15 aprile 1963) è un arcivescovo cattolico malese, dal 4 marzo 2017 arcivescovo metropolita di Kuching.

## Biografia
È nato il 15 aprile 1963 a Sri Aman da Joseph Poh e Geraldine Poh. Primogenito, ha due sorelle, Irene e Doreen, e due fratelli, Raymond e Norman. Insieme alla sua famiglia si sono convertiti al cattolicesimo tra gli anni 1979 e 1980.

### Formazione e ministero sacerdotale
Nel 1982 ha deciso di entrare nel seminario maggiore del St. Peter's College, a Kuching, dove è stato ordinato presbitero il 31 luglio 1988 dall'arcivescovo Peter Chung Hoan Ting. Successivamente ha proseguito gli studi conseguendo nel 1996 la licenza in missiologia presso la Pontificia Università Urbaniana a Roma. 
Ha ricoperto il ruolo di docente di missiologia e direttore spirituale del seminario maggiore del St. Peter's College. Nel 2012 è stato nominato rettore parrocchiale della cattedrale mentre nel 2015 ha conseguito un dottorato in ministero presso la Graduate Theological Foundation in Indiana, negli Stati Uniti d'America.

### Ministero episcopale
Il 9 luglio 2015 papa Francesco lo ha nominato vescovo ausiliare di Kuching, assegnandogli la sede titolare di Sfasferia. Ha ricevuto l'ordinazione episcopale il 24 settembre successivo dall'arcivescovo di Kuching John Ha Tiong Hock, co-consacranti l'arcivescovo emerito di Kuching Peter Chung Hoan Ting e il vescovo di Sandakan Julius Dusin Gitom.
Il 4 marzo 2017 papa Francesco lo ha promosso arcivescovo metropolita di Kuching; è succeduto a John Ha Tiong Hock, precedentemente dimessosi per raggiunti limiti di età. Ha preso possesso canonico dell'arcidiocesi il 20 marzo successivo.
L'8 febbraio 2018 viene ricevuto in udienza papale durante la visita ad limina insieme agli altri presuli malesi, mentre nel mese di ottobre dello stesso anno partecipa alla XV assemblea generale ordinaria del sinodo dei vescovi, dal tema: "I Giovani, la Fede e il Discernimento Vocazionale".

## Stemma e motto
Inquartato: al I di rosso al libro aperto d'argento, caricato della scritta in corsivo "1 Peter 5:1-11" ; al II d'argento al calice dello stesso bordato di rosso, sormontato da un bisante saldato d'oro caricato del trigramma IHS saldato d'argento; al III di nero alla brocca di rosso, caricata di tre onde d'argento; al IV d'oro al baruk di rosso, accompagnato in punta da sette scalini dello stesso.
Ornamenti esteriori da arcivescovo metropolita.
Motto: Pastor Cordis Christi.

## Genealogia episcopale
La genealogia episcopale è:
- Cardinale Scipione Rebiba
- Cardinale Giulio Antonio Santori
- Cardinale Girolamo Bernerio, O.P.
- Arcivescovo Galeazzo Sanvitale
- Cardinale Ludovico Ludovisi
- Cardinale Luigi Caetani
- Cardinale Ulderico Carpegna
- Cardinale Paluzzo Paluzzi Altieri degli Albertoni
- Papa Benedetto XIII
- Papa Benedetto XIV
- Papa Clemente XIII
- Cardinale Marcantonio Colonna
- Cardinale Giacinto Sigismondo Gerdil, B.
- Cardinale Giulio Maria della Somaglia
- Cardinale Carlo Odescalchi, S.I.
- Vescovo Eugène de Mazenod, O.M.I.
- Cardinale Joseph Hippolyte Guibert, O.M.I.
- Cardinale François-Marie-Benjamin Richard de la Vergne
- Cardinale Pietro Gasparri
- Cardinale Paolo Giobbe
- Arcivescovo Johannes Petrus Huibers
- Vescovo James Buis, M.H.M.
- Arcivescovo Peter Chung Hoan Ting
- Arcivescovo John Ha Tiong Hock
- Arcivescovo Simon Poh Hoon Seng